# يوري دمترولين
يوري دمترولين (بالأوكرانية: Дмитрулін Юрій Михайлович)‏ (10 فبراير 1975 في أوكرانيا - ) هو لاعب كرة قدم أوكراني في مركز الظهير. شارك مع منتخب أوكرانيا لكرة القدم. أما مع النوادي، فقد لعب مع دينامو كييف وشينيك ياروسلافل ونادي تافريا سيمفروبول وFC Yednist Plysky ‏ وFC Dynamo-2 Kyiv ‏.

## وصلات خارجية
- يوري دمترولين على موقع الاتحاد الدولي (مؤرشف)  (الإنجليزية)
- يوري دمترولين على موقع الاتحاد الأوربي (الإنجليزية)
- يوري دمترولين على موقع اتحاد أوكرانيا (الإنجليزية)
- يوري دمترولين على موقع قاعدة بيانات كرة القدم.إي يو (الإنجليزية)
- يوري دمترولين على موقع ناشيونال فوتبول تيمز (الإنجليزية)
- يوري دمترولين على موقع Soccerway.com (الإنجليزية)
- يوري دمترولين على موقع عالم كرة القدم.نت (الإنجليزية)